# Sem Rodeios
Sem Rodeios foi uma revista eletrônica brasileira que foi produzida e exibida pela RedeTV! entre 8 de agosto e 7 de outubro de 2016. Foi apresentado pelos jornalistas Mauro Tagliaferri, João Paulo Vergueiro e Renata Teodoro e anteriormente por Ana Paula Couto.

## Antecedentes e exibição
Após uma reformulação na grade da emissora, o programa Você na TV foi encerrado já que seu apresentador, João Kléber, ganhou um programa de auditório aos domingos á noite, o João Kléber Show. Para ocupar o horário, foi criado o telejornal chamado Olha a Hora apresentado por Luciano Faccioli, para fazer dobradinha na programação ao lado do RedeTV! News. No entanto, devido a baixa audiência, muito ocasionada pela venda do horário entre 17h e 18h para a Igreja Universal em junho do mesmo ano, o Olha a Hora foi exibido pela última vez em 2 de agosto de 2016, sendo retirado do ar no dia seguinte, o que culminou na demissão de Faccioli. Provisoriamente foi exibido o RedeTV! no Rio, programa especial sobre os Jogos Olímpicos de 2016, sediados na cidade do Rio de Janeiro. Para a estreia do programa, foi contratada a jornalista Ana Paula Couto, ex-Globo News.
Em 5 de setembro, Ana Paula Couto deixa a RedeTV! e o programa após apenas 1 mês no comando. Ela foi substituída interinamente pela repórter Renata Teodoro. O programa foi encerrado após a edição de 7 de outubro de 2016 devido aos baixos índices de audiência. A equipe do programa foi remanejada para outros produtos jornalísticos e o horário foi vendido para um programa de quiz por telefone intitulado Master Game, enquanto o canal busca um novo projeto. O fim do programa e, consequentemente, a venda do horário, acabou forçando o cancelamento de telejornais locais produzidos por algumas sucursais da emissora, como o RJ Notícias e o Notícias de Minas.

## Formato
Sem Rodeios era uma revista eletrônica jornalística, priorizando a reportagem e abordando temas modernos, aprofundando discussões com entrevistas ao vivo no estúdio e com a participação direta do público via redes sociais, ainda abrindo espaço para a notícia e para a prestação de serviço, com um olhar atento para as principais questões que afetam o cotidiano da população, em especial dos habitantes da metrópole paulista e das principais cidades do país. Esporte, Cultura, Tecnologia e Comportamento complementavam a pauta do programa.

## Audiência
A estreia ficou consolidada em 0.7, elevando a audiência da emissora em comparação às segundas-feiras anteriores, quando o Olha a Hora era exibido.